# Colostygia sericeata
Colostygia sericeata är en fjärilsart som beskrevs av Leo Schwingenschuss 1926. Colostygia sericeata ingår i släktet Colostygia och familjen mätare. Inga underarter finns listade i Catalogue of Life.